# Pierre-Jules Hetzel
Pour les articles homonymes, voir Hetzel.
Pierre-Jules Hetzel, né le 15 janvier 1814 à Chartres et mort le 17 mars 1886 à Monte-Carlo, est un éditeur, écrivain, traducteur et homme politique français.

## Biographie
Pierre-Jules Hetzel commence ses études à Chartres et les continue à Paris au collège Stanislas, en qualité de demi-boursier en 1827. En 1829, il obtient un deuxième accessit de thème de latin au Concours général (classe de 4e). En 1831, en classe de seconde, Hetzel obtient un troisième accessit de version latine au concours Général et en 1832, en classe de rhétorique, il obtient le quatrième accessit de discours français au Concours général. En août il quitte le collège Stanislas et arrive en novembre 1834 à Strasbourg pour étudier le droit.
Par sa mère Louise Chevallier, Hetzel est de la famille de François Séverin Marceau.
En 1835, il abandonne ses études et se fait engager chez Paulin, libraire, rue de Seine. En 1837, il fonde sa maison d’édition. Associé avec Paulin, il publie l’Histoire des Français de Théophile Lavallée puis édite seul un livre d'heures pour concurrencer l’éditeur Léon Curmer.
Son premier grand succès sera Vie publique et privée des Animaux, étude des mœurs contemporaines auquel il s'attache en 1839-1840 en faisant appel à de grands écrivains comme Balzac, George Sand, Charles Nodier, Louis Viardot, et au dessinateur Grandville. Il participe anonymement à cet ouvrage collectif sous le pseudonyme de « P.-J. Stahl » en écrivant la nouvelle Peines de cœur d'une chatte française, en réponse aux Peines de cœur d'une chatte anglaise de Balzac.
L'éditeur Charles Furne n'ayant plus les moyens financiers pour poursuivre la publication de la Comédie humaine, dont le premier volume paraît en 1842, c'est grâce à l'apport de Hetzel, qui lui rachète des parts par l'intermédiaire de Houssiaux, que l'entreprise est finalement poursuivie en association avec Jacques-Julien Dubochet et Paulin. Puis, Balzac étant en procès avec Hetzel, Houssiaux se charge ensuite de la réimpression des Œuvres complètes sous le nom de Furne et Cie.
En 1843, il fait paraître Voyage où il vous plaira, auquel a collaboré Alfred de Musset , illustré par Tony Johannot. La même année, il fonde le Nouveau magasin des enfants, dont les auteurs seront : Charles Nodier, Tony Johannot, Alexandre Dumas, George Sand, Musset et les illustrateurs Bertall et Paul Gavarni.
Avec les collaborateurs de Vie publique et privée des Animaux, il se lance dans l'édition du Diable à Paris Paris et les Parisiens. Mœurs et coutumes, caractères et portraits des habitants de Paris, tableau complet de leur vie privée, publique, politique, artistique, littéraire, industrielle. Participent également : Gérard de Nerval, Henry Monnier, Taxile Delord, Théophile Lavallée écrivant une Histoire et une Géographie de Paris en avant-propos de chaque tome publié en 1844 et 1845. Les illustrations sont de Gavarni et Grandville. Il cherche, en décrivant certains types de Parisiens, à concurrencer Les Français peints par eux-mêmes de Curmer qui connaît un grand succès dû à la mode des physiologies.
En 1848, Hetzel, fervent républicain, est chef de cabinet d’Alphonse de Lamartine, alors ministre des Affaires Étrangères, puis auprès du ministre de la Marine,.

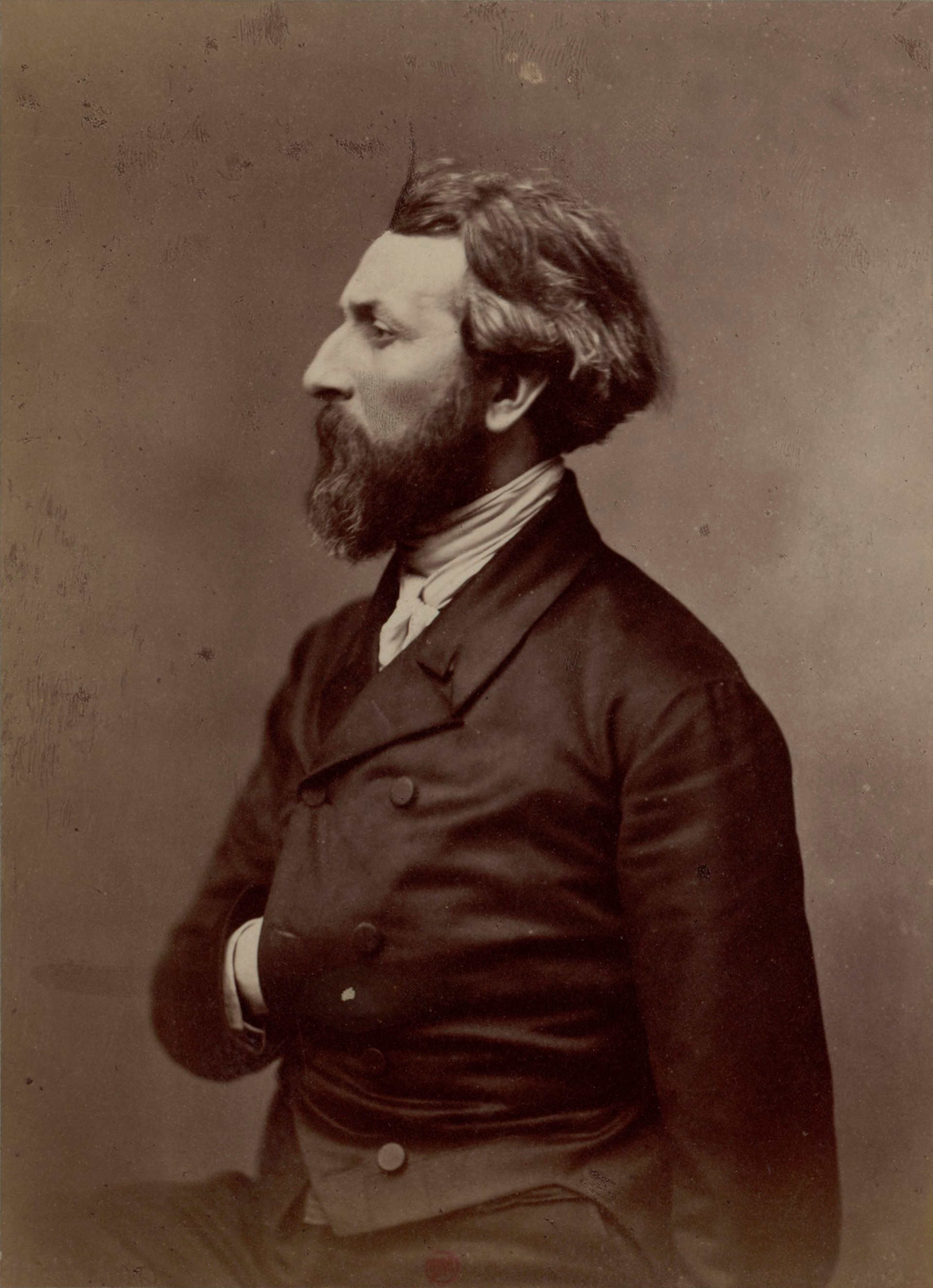
Pierre-Jules Hetzel.

Lors du coup d'État du 2 décembre 1851 qui voit l’avènement du Second Empire, il est exilé en Belgique, et il y continue son travail d’éditeur, publiant clandestinement les Châtiments de Victor Hugo. Dans une lettre datée du 7 septembre 1852 et dans laquelle il lui annonce la rédaction des Châtiments pour dénoncer le coup d'État de Napoléon III, Victor Hugo écrit à Hetzel : « J'ai pensé qu'il m'était impossible de publier en ce moment un volume de poésie pure. Cela ferait l'effet d'un désarmement, et je suis plus armé et plus combattant que jamais. »
En avril 1855, il est autorisé par le ministre de l’Intérieur à revenir un mois en France, à Paris, pour y régler ses « affaires d'intérêt ». Il se rend également à Chartres pour y revoir sa mère gravement malade, obtenant un délai supplémentaire d'autorisation de séjour d'une semaine, puis il repart pour Bruxelles.
En 1858, paraît dans la collection Hetzel Le pacte de sang du "vicomte" Ponson du Terrail (édition autorisée pour la Belgique et l'étranger interdite pour la France). Les deux tomes imprimés à Bruxelles chez J. Nys portent également la marque du libraire-éditeur Alphonse Durr de Leipzig.
À l’avènement de l’Empire libéral, il rentre en France. Il publie Proudhon et soutient Baudelaire. On lui doit une édition marquante des contes de Charles Perrault illustrée par Gustave Doré, qu’il préface lui-même. Il crée la revue Bibliothèque illustrée des Familles, qui devient le Magasin d'éducation et de récréation en 1864, et à laquelle participe Jean Macé. Son projet est de faire collaborer les savants, les écrivains et les illustrateurs, dans le but de réconcilier la science et la fiction, de mettre l’imagination au service de la pédagogie, position difficile à tenir dans un climat positiviste.
En 1861, Alfred de Bréhat est à l'origine de la rencontre entre l'éditeur et un jeune auteur qui deviendra très célèbre, Jules Verne. C’est surtout par les éditions des Voyages extraordinaires de Jules Verne qu’il connaît un grand succès. Les textes pré-publiés dans le Magasin d'éducation et de récréation sont édités sous forme de trois collections destinées aux étrennes : l’une économique, sans illustration, une autre de petit format peu illustrée, et la troisième d’un format plus grand et richement illustrée de cartonnages romantiques.

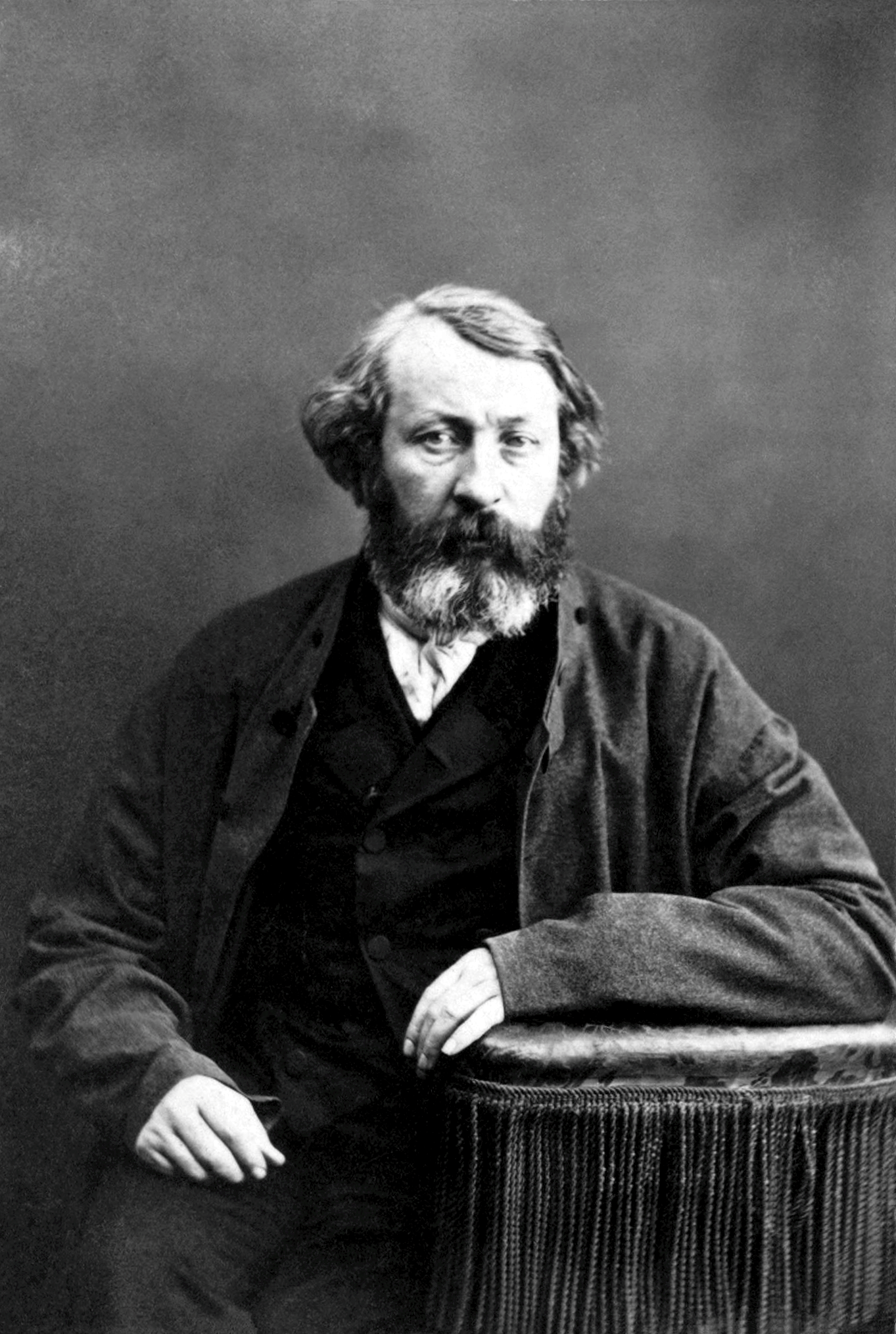
Pierre-Jules Hetzel par Nadar.

Pierre-Jules Hetzel a également écrit des romans pour la jeunesse sous le pseudonyme de P.-J. Stahl. Sa maison d’édition, reprise par son fils à sa mort, a été ensuite rachetée par les éditions Hachette, la maison concurrente, en 1914. Il a traduit des œuvres de langue anglaise, comme Les Quatre Filles du docteur March.
Hetzel reçoit certains des plus grands écrivains de l'époque dans sa demeure de Bellevue à Meudon. Certains de ses livres sont désormais conservés par la Médiathèque municipale de Sèvres le Fonds Hetzel où il habitait rue des Charrons (actuelle rue Emmanuel-Giraud) .
La Médiathèque de Sèvres a remis le 1er octobre 2015, au service de numérisation de la Bibliothèque nationale de France (BNF), 63 volumes du fonds patrimonial des collections Hetzel. En effet, la Médiathèque de Sèvres a été retenue par la Bnf (département de la Coopération, département Littérature et art - Centre national de la littérature pour la jeunesse) et la Médiathèque Françoise Sagan (Paris) / Fonds patrimonial de l'Heure joyeuse, pour une numérisation d'une partie du fonds Hetzel. Ce fonds numérisé comprend 20 titres de la collection La Petite Bibliothèque blanche et 43 volumes de la collection Bibliothèque d'Éducation et de Récréation, éditions reliées en format in-18. Les livres numérisés sont accessibles à la fois dans  Gallica et le site de la Médiathèque de Sèvres.
Depuis le 9 avril 2020, les données bibliographiques de la bibliothèque personnelle de l’éditeur Pierre-Jules Hetzel de la Médiathèque de Sèvres ont intégré le catalogue collectif de France qui localise quelque 30 millions de documents conservés dans les bibliothèques françaises et donne accès au Répertoire CCFr des bibliothèques et des fonds documentaires, à consulter dans la base Patrimoine du CCFR.

### Famille
Son père, Jean Jacques Hetzel, né le 31 mars 1781 à Strasbourg (Bas-Rhin), issu d'une vieille famille alsacienne protestante strasbourgeoise, est maître sellier au 1er régiment de chevau-légers lanciers, stationné à Chartres. Il meurt dans cette ville le 23 septembre 1852.
Sa mère, Louise Jacqueline Chevallier, née le 2 octobre 1777 à Mamers, est sage-femme à l'Hôtel-Dieu de cette ville. Elle y décède le 19 juillet 1859. Ils se marient à Chartres le 28 avril 1813.
Si sa famille était protestante, il était lui-même athée dans la mesure où cela ne gênait pas ses affaires. « Plusieurs biographes ont souligné le fait que son éditeur, Hetzel, pourtant athée, pressait toujours Jules Verne pour qu’il insérât dans ses histoires davantage de valeurs familiales — dans le goût chrétien — pour favoriser leur succès commercial auprès de la majorité des lecteurs. »
Le 13 octobre 1852, Pierre-Jules Hetzel épouse Catherine Sophie Quirin Fischer à Paris dans le 1er arrondissement. Elle est née le 2 juin 1816, à Strasbourg, et elle est morte le 3 juillet 1891 à Sèvres (no 2 rue des Charrons). Les époux reconnaissent deux enfants : Marie-Julie, née le 5 janvier 1840 à Paris et morte le 9 mars 1853 à Bruxelles, et Louis-Jules Hetzel, né le 8 novembre 1847 à Paris, 2e arrondissement, et mort le 6 décembre 1930 à Paris, 7e arrondissement, lequel, après des études scientifiques, rejoindra son père comme associé en 1865. Il prendra sa succession en 1884 et vendra la maison d'édition à Hachette en 1914.

### Œuvres partielles de P.-J. Stahl

#### Enfance et jeunesse

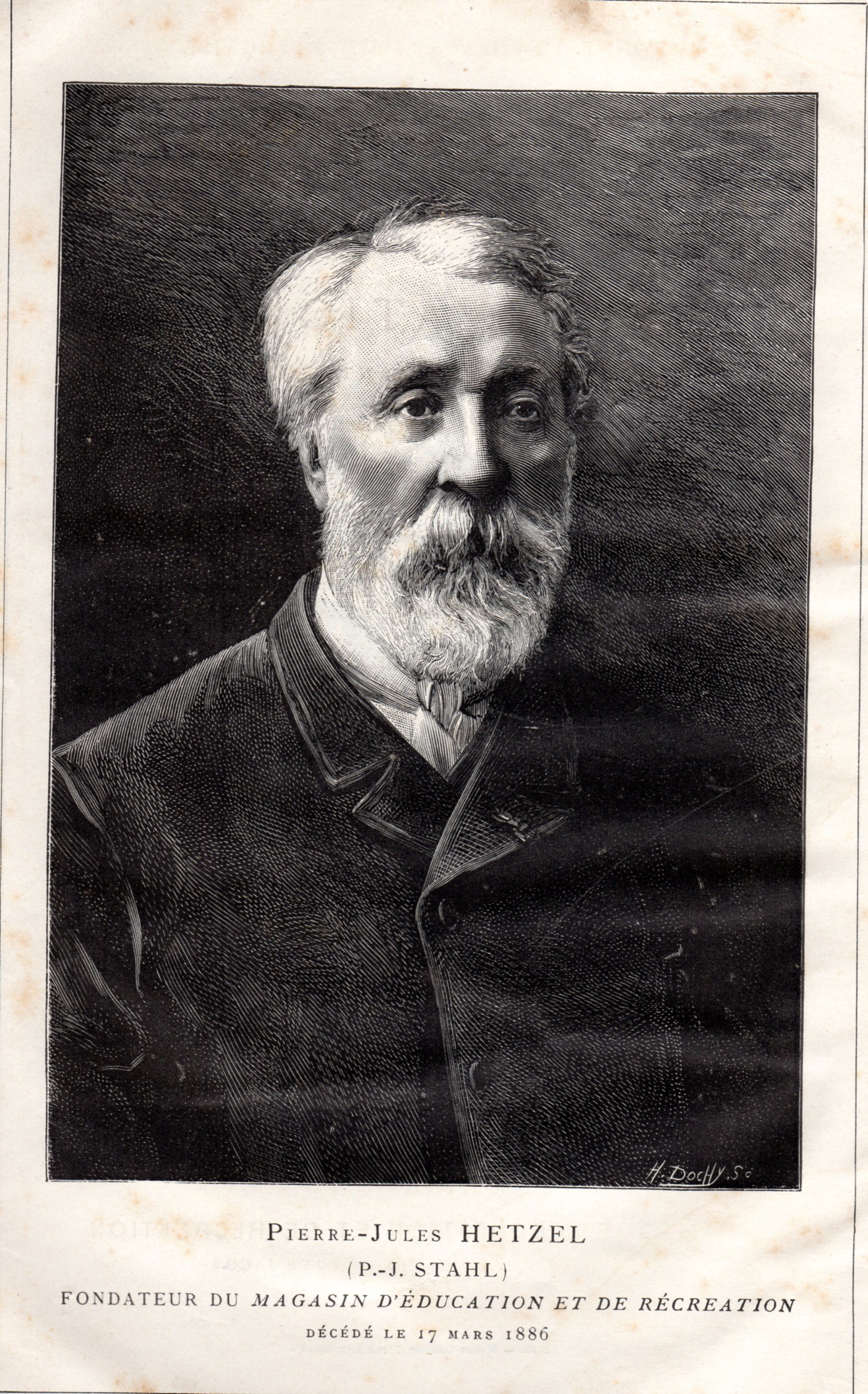
Portrait de Pierre-Jules Hetzel, publié dans le Magasin d'éducation et de récréation, qu'il a créé, lors de sa mort en 1886.

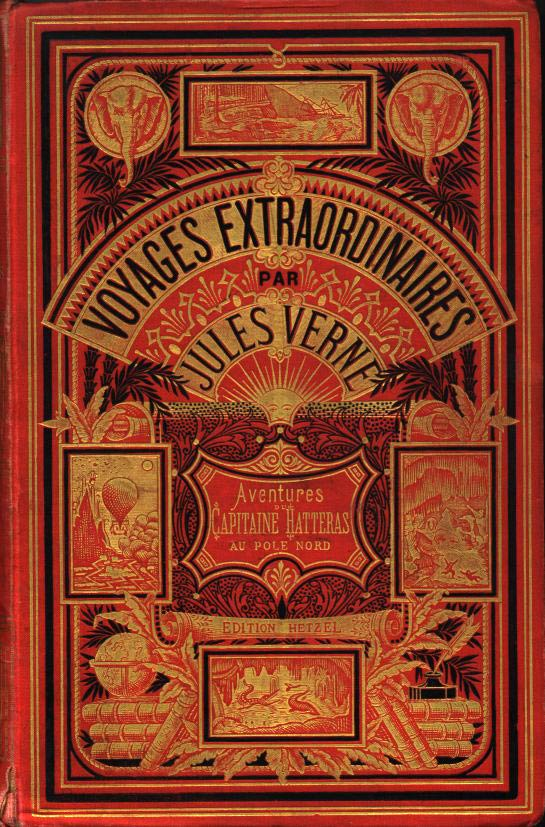
Couverture des éditions Hetzel : Les Aventures du Capitaine Hatteras au Pôle Nord, type « à deux éléphants ».

- 1844 : Nouvelles et seules véritables aventures de Tom Pouce, imitées de l'anglais par P.-J. Stahl, vignettes par Bertall.
- 1866 : Le Royaume des gourmands sur Gallica.
- 1867 : Morale familière : contes, récits, leçons pratiques de la vie sur GallicaNotice n°: FRBNF30601935 de la Bibliothèque nationale de France.
- 1867 : Voyage de Mademoiselle Lili autour du monde sur Gallica.
- 1868 : Les Premières Armes de Mademoiselle Lili et de son cousin Lucien sur Gallica.
- 1868 : Zoé la vaniteuse sur Gallica.
- 1868 : Le Roi des marmottes.
- 1869 : Le Moulin à paroles sur Gallica. (Questionnaire de lecture sur Wikiversité).
- 1869 : Monsieur Toc-Toc.
- 1869 : La Transformation de Maitre Tom (Adaptation sur Wikiversité à partir d'une version en anglais).
- 1870 : Les Vacances de Riquet et de Madeleine : La vie des enfants en Amérique sur Gallica.
- 1870 : Mary Bell, William et Lafaine : La vie des enfants en Amérique, roman.le titre initial de l'ouvrage était : Les Vacances, récits et aventures. Mary Bell, William et Lafaine (cf. Notice n°: FRBNF31615340 de la Bibliothèque nationale de France).
- 1873 : Histoire de la famille Chester et de deux petits orphelins sur Gallica, d'après la traduction de William Hughes, roman.
- 1873 : Journal de Minette, histoire d'une mère et de ses enfants sur Gallica.
- 1874 : Histoire d’un âne et de deux jeunes Filles sur Gallica.
- 1874 : Les Méfaits de Polichinelle sur Gallica.
- 1875 : Les Patins d'argent sur Gallica, d’après Mary Mapes Dodge.
- 1876 : Cerf-agile : histoire d'un petit sauvage sur Gallica.
- 1877 : Les Histoires de mon parrain sur Gallica.
- 1877 : Odyssée de Pataud et de son chien Fricot sur Gallica.
- 1878 : Malbrough s'en va-t-en guerre sur Gallica.
- 1878 : La Chasse au volant sur Gallica.
- 1878 : Mon petit frère, ou Une visite à la nourrice sur Gallica.
- 1878 : Histoire de Bob aîné sur Gallica.
- 1878 : Mademoiselle Mouvette sur Gallica.
- 1878 : Maroussia sur Gallica, roman, d’après Marko Wovzog.
- 1878 : La Tour, prends garde sur Gallica, roman.
- 1878 : Le Premier cheval et la première voiture sur Gallica.
- 1878 : Petites sœurs et petites mamans sur Gallica.
- 1878 : Les Commandements du grand-papa et ses défenses.
- 1878 : Gribouille chez son oncle Jeannot sur Gallica.
- 1878 : La Petite Devineresse.
- 1878 : La Révolte punie : journal d'une petite pensionnaire repentante sur Gallica.
- 1878 : Les Petits Robinsons de Fontainebleau.
- 1879 : Don Quichotte.
- 1879 : La Salade de la grande Jeanne sur Gallica.
- 1879 : Le Pommier de Robert sur Gallica.
- 1879 : La Pêche au tigre.
- 1880 : Les Quatre Filles du docteur March, d'après Louisa May Alcott.March est ici orthographié Marsch.
- 1880 : Le Premier Chien et le premier pantalon sur Gallica.
- 1881 : Les Quatre Peurs de notre Général : Souvenirs d’enfance et de jeunesse, Paris : Bibliothèque d’Éducation et de Récréation (éd. J. Hetzel & Cie).
- 1881 : Les Trois montures de John Cabriole.
- 1881 : L’École buissonnière et ses suites sur Gallica.
- 1883 : Les Deux Sœurs.
- 1883 : Jack et Jane sur Gallica, adaptation autorisée / par Stahl et Lermont ; d'après Louisa May Alcott.
- 1884 : Le Docteur Bilboquet, Paris : Bibliothèque d’Éducation et de Récréation (éd. J. Hetzel & Cie).
- 1885 : La Petite Rose, ses six tantes et ses sept cousins sur Gallica d'après Louisa May Alcott.Réédité à partir de 1950 sous le titreRose et ses sept cousins.
- 1886 : Le Petit Acrobate sur Gallica.
- 1891 : Contes de l'oncle Jacques sur Gallica.
- 1893 : Le Sultan de Tanguik.
- Les Petites Amies.

#### Pour l’âge mûr
- 1842 : Scènes de la vie privée et publique des animaux. Études de mœurs contemporaines.
- 1843 : Voyage où il vous plaira sur Gallica, par Tony Johannot, Alfred de Musset et P.-J. Stahl.
- 1845 : Le Diable à Paris sur Gallica, recueil collectif de contes d’Honoré de Balzac, George Sand, Charles Nodier, J.-P. Stahl (Hetzel), et d’articles satiriques.Larousse encyclopédique en dix volumes. p. 3210.
- 1853 : Théorie de l'amour et de la jalousie sur Gallica.
- 1854 : Bêtes et Gens sur Gallica.
- 1855 : L’Esprit des femmes et les femmes d’esprit sur Gallica.
- 1858 : « P.-J. Stahl » est souvent cité dans un ouvrage qui pourrait bien être de Hetzel : L. Martin et Larcher, Les femmes jugées par les méchantes langues dans tous les temps et dans tous les pays, Leipzig, éd. Hetzel.L'éditeur y cite « un ouvrage encore inédit », Dictionnaire des vices et des vertus des femmes, ouvrage d'une très grande rareté.
- 1859 : Histoire d’un homme enrhumé sur Gallica.
- 1859 : Les Bonnes Bêtises du temps passé.
- 1861 : Voyage d'un étudiant et ses suites variées ; Histoires de voyage (de Paris à Strasbourg et aux bords du Rhin) sur Gallica.
- 1862 : Les Bonnes Fortunes parisiennes.
  - Les Amours d’un Pierrot.
  - Les Amours d’un Notaire.
- 1876 : Histoire d'un prince et d'une princesse.
- Les Bijoux parlants.
- Animaux peints par eux-mêmes (nombreux articles).

## Prix et récompenses
- 1867 : Prix Montyon de l'Académie française pour la revue littéraire Le Magasin d’éducation et de récréation[25].
- 1869 : Prix Montyon de l'Académie française pour Morale familière[26].
- 1875 : Prix Montyon de l'Académie française pour Histoire d’un âne et de deux jeunes filles[27].
- 1876 : Prix Montyon de l'Académie française pour Les Patins d'argent[26].
- 1876 : Prix Montyon de l'Académie française pour Maroussia[27].

## Hommages
Il existe une rue Jules Hetzel à la frontière entre Sèvres et Meudon dans le quartier de Bellevue. Article de la ville de Sèvres sur la maison Hetzel.
Il existe une rue Jules Hetzel à Chartres, quartier de La Madeleine.